# Vilʹev (cráter)

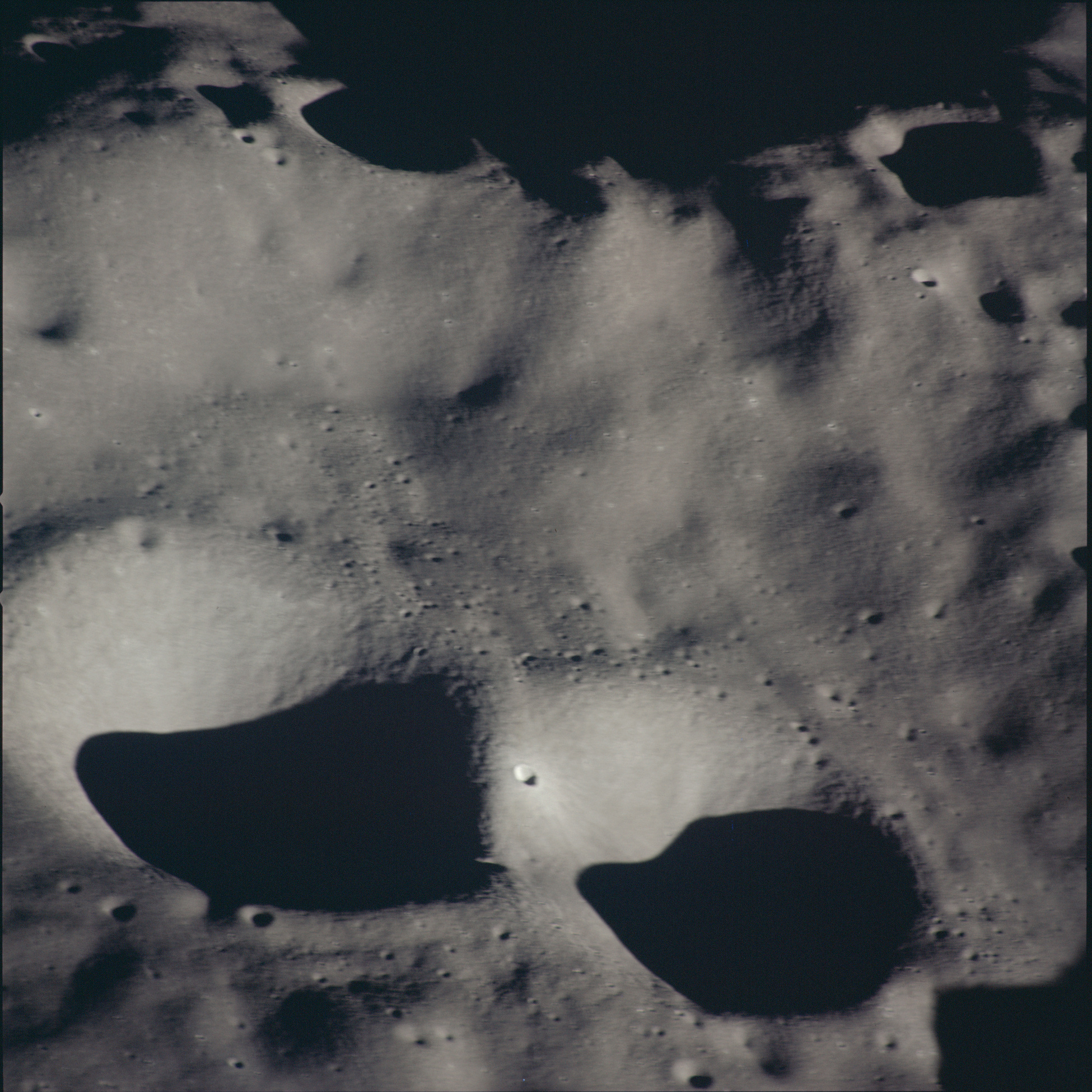
Fotografía de la misión Apolo 14

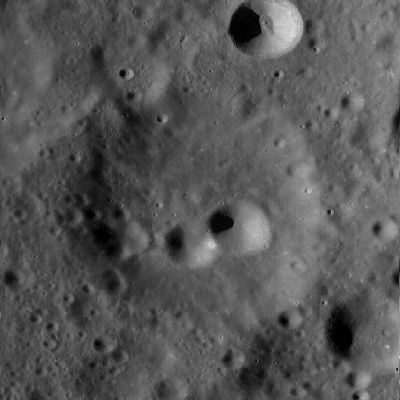
Fotografía de la misión Lunar Reconnaissance Orbiter

Vilʹev es un cráter de impacto erosionado, perteneciente a la cara oculta de la Luna. Se encuentra al oeste del cráter mucho más grande Chaplygin, y al norte de Marconi. Justo al noreste de Vilʹev se halla la pareja de pequeños cráteres formada por van den Bos y Tamm. Un poco más al oeste se encuentra otra pareja de cráteres un poco más grandes, la integrada por Pannekoek y Dellinger.
|  |

Vilʹev está significativamente erosionado, y su borde exterior forma un anillo irregular de crestas alrededor del suelo interior. Cerca del centro del cráter se localiza un par de pequeños impactos en forma de copa que se unen en sus bordes exteriores. Presenta otro pequeño cráter en la pared interior, al oeste-suroeste.

## Cráteres satélite
Por convención estos elementos son identificados en los mapas lunares poniendo la letra en el lado del punto medio del cráter que está más cercano a Vilʹev.
|        | \| Vilʹev \| Coordenadas \| Diámetro \| \| ------ \| ------------------------------- \| -------- \| \| B \| 4°37′S 144°50′E / -4.62, 144.83 \| 13 km \| \| J \| 6°36′S 145°18′E / -6.6, 145.3 \| 17 km \| \| V \| 5°18′S 142°54′E / -5.3, 142.9 \| 44 km \| |          |
| Vilʹev | Coordenadas | Diámetro |
| B      | 4°37′S 144°50′E / -4.62, 144.83 | 13 km    |
| J      | 6°36′S 145°18′E / -6.6, 145.3 | 17 km    |
| V      | 5°18′S 142°54′E / -5.3, 142.9 | 44 km    |